# 穆加贝女儿保镖在香港涉嫌打人事件
穆加贝女儿保镖在香港襲擊记者发生于2009年2月13日，津巴布韦总统罗伯特·穆加贝在香港城市大学就读的女儿博娜·穆加贝（Bona Mugabe），其保镖马克斯和佩普凯涉嫌在穆加贝在大埔购买的住房大院裡殴打两名外籍记者——英国人加洛维（Colin Galloway）和美国人奥诺克（Tim O'Rourke）。6月初，香港政府决定不予起诉涉嫌打人的马克斯和佩普凯。被打的加洛维和奥诺克这两名记者和控方不服，提出上诉。

## 保镖的理由
当时两名保镖認為博娜当时正准备上學，认为博娜人身安全明显遭受威胁，所以要出来“对付”两名摄影记者。不过，南华早报引述政府資深律师說法，認為当时博娜未走出房子，根本没有危险。

## 香港政府不起诉保镖
打人事件发生后，香港政府决定不起诉博娜的保镖。根據香港律政司长黄仁龙的解释，不起诉的理由是相信他们的确只是尽忠职守、保卫博娜。律政司发言人表示，经过详细调查，“认真研究了此案每个细节、環節及证据，最后决定不起诉。”但根據《南华早报》報導，有檢察官对不起诉的决定表示疑问。该律师说，事件似乎牽涉政治因素。同时奇怪的事情還有保鑣疑似未經申請，律政司表示说，警方也还在继续调查博娜的两名保镖是否持有合法的工作签证。

## 影響
事件觸發社會討論法治與外交之關係。6月份，公民党议员、大律师吴霭仪批评律政司的决定，認為如果穆加贝一家可以在香港为所欲为而免于受罚，将对市民产生严重影响。7月中，立法會更特別召開會議討論事件。議員何俊仁認為，事件令外界覺得保鑣享有特權，但黃仁龍否認。國際保鑣協會亦向立法會提交文件，批評兩名保鑣破壞行業操守，要求律政司檢控他們。

## 相關事件

### 博娜母亲涉嫌殴打记者
2009年1月，穆加贝妻子格蕾絲·穆加貝也涉嫌在尖沙咀购物时殴打一名摄影记者。当时，香港律政司长黄仁龙宣布，格瑞丝享有外交豁免权，所以免于起诉。不到半年，穆加贝家人就两次在香港卷入打人事件而不了了之，引起了很大国际指責，甚至国际保镖协会主席也表示，如果博娜保镖事件再不了了之，那么整个保镖行業也会因此而蒙羞。